# Куровской район
Куровской район — административно-территориальная единица в составе Московской области РСФСР, существовавшая в 1929—1959 годах.
Куровской район образован в 1929 году в составе Орехово-Зуевского округа Московской области. В его состав вошли следующие сельсоветы бывшей Московской губернии:
- из Дороховской волости Орехово-Зуевского уезда: Авсюнинский, Богородский, Заполицкий, Мальковский, Мисцевский, Никитский, Петрушинский, Понаринский, Равенский, Селиваниховский, Степановский, Титовский
- из Запонорской волости Орехово-Зуевского уезда: Анциферовский, Беливский, Давыдовский, Дуброво-Стенинский, Заволенский, Загряжский, Запонорский, Костинский, Куровской, Ляховский, Новинский, Радованьевский, Тереньковский, Яковлевский
- из Карповской волости Богородского уезда: Арининский, Асташковский, Мининский, Соболевский
- из Ильинской волости Егорьевского уезда: Абрамовский, Беззубовский, Богатищевский, Ботоговский, Ильинский, Лашинский, Максимковский, Сенькинский, Слободищенский, Устьяновский, Хотеический, Цаплинский, Юрятинский.

Вскоре из Егорьевского района в Куровской были переданы Вантиновский и Игнатовский с/с.
В конце 1930 года Ляховский с/с был упразднён, а Дуброво-Стенинский с/с переименован в Стенинский.
На 1 января 1931 года территория района составляла 620 км², а население — 53 918 человек. Район включал 43 сельсовета и 95 населённых пунктов.
30 августа 1931 года с. Куровское Куровского района отнесено к категории рабочих поселков (Постановление ВЦИК) (Собрание узаконений и распоряжений Рабоче-крестьянского Правительства РСФСР. Отдел 1. № 53 от 22 сентября 1931 г. - ст. 401). Куровской с/с при этом был упразднён.
10 июля 1933 года из упразднённого Шатурского района в Куровской были переданы сельсоветы Велинский, Деревнищевский, Дылдинский, Запутновский, Зворковский, Красновский, Кузнецовский, Поздняковский, Слободский и Старовский. В том же году Никитский и Равенский с/с объединились в Рудне-Никитский с/с.
4 августа 1934 года был упразднён Дылдинский с/с. 28 ноября Рудне-Никитский с/с был переименован в Равенский.
17 апреля 1936 года Поздняковский и Слободский с/с были переданы в подчинение городу Шатуре. 28 августа туда же был передан и Кузнецовский с/с.
17 июля 1939 года были упразднены Богатищевский, Ботоговский, Богородский, Загряжский, Зворковский, Костинский, Максимковский, Петрушинский, Понаринский, Равенский, Тереньковский, Юрятинский и Яковлевский с/с.
7 февраля 1944 года из Куровского района в Орехово-Зуевский район был передан Стенинский с/с. Тогда же был упразднён Радованский с/с.
22 июня 1951 года Арининский с/с был передан в Раменский район.
31 октября 1952 года р.п. Куровское был преобразован в город.
На 1 января 1953 года в районе было 32 сельсовета: Абрамовский, Авсюнинский, Анциферовский, Асташковский, Беззубовский, Беливский, Вантиновский, Велинский, Давыдовский, Деревнищенский, Заволенский, Заполицкий, Запонорский, Запутновский, Игнатовский, Ильинский (центр — с. Ильинский Погост), Красновский, Лашинский, Мальковский, Мининский, Мисцевский, Новинский, Селиваниховский, Сенькинский, Слободищенский, Соболевский, Старовский, Степановский, Титовский, Устьяновский, Хотеичский, Цаплинский.
14 июня 1954 года были упразднены Абрамовский, Авсюнинский, Асташковский, Беливский, Велинский, Деревнищенский, Запонорский, Игнатовский, Лашинский, Сенькинский, Слободищенский, Старовский, Титовский и Цаплинский с/с.
27 августа 1956 года был упразднён Заполицкий с/с.
3 июня 1959 года Куровской район был упразднён. Его территория в полном составе была включена в состав Орехово-Зуевского района.